# Saratowskoje
Saratowskoje (russisch Саратовское, deutsch Groß Schorellen, 1938 bis 1945 Adlerswalde (Ostpr.), litauisch Didieji Šoreliai) ist eine Siedlung in der russischen Oblast Kaliningrad. Sie gehört zur kommunalen Selbstverwaltungseinheit Munizipalkreis Krasnosnamensk im Rajon Krasnosnamensk.

## Geographische Lage
Saratowskoje liegt 13 Kilometer südwestlich der Rajonstadt Krasnosnamensk (Lasdehnen/Haselberg) und 8 Kilometer nordwestlich der einstigen Kreisstadt Dobrowolsk (Pillkallen/Schloßberg) an der Kommunalstraße 27K-390, die von der Regionalstraße 27A-025 (ex R508) bei Dobrowolsk über Bolotnikowo (Szameitkehmen/Lindenhaus) nach Tolstowo (Löbegallen/Löbenau) führt. Vor 1945 war der Ort Bahnstation an der Bahnstrecke Tilsit–Stallupönen/Ebenrode, die nach 1945 zunächst für den Personen-, dann auch für den Güterverkehr geschlossen wurde.

## Geschichte

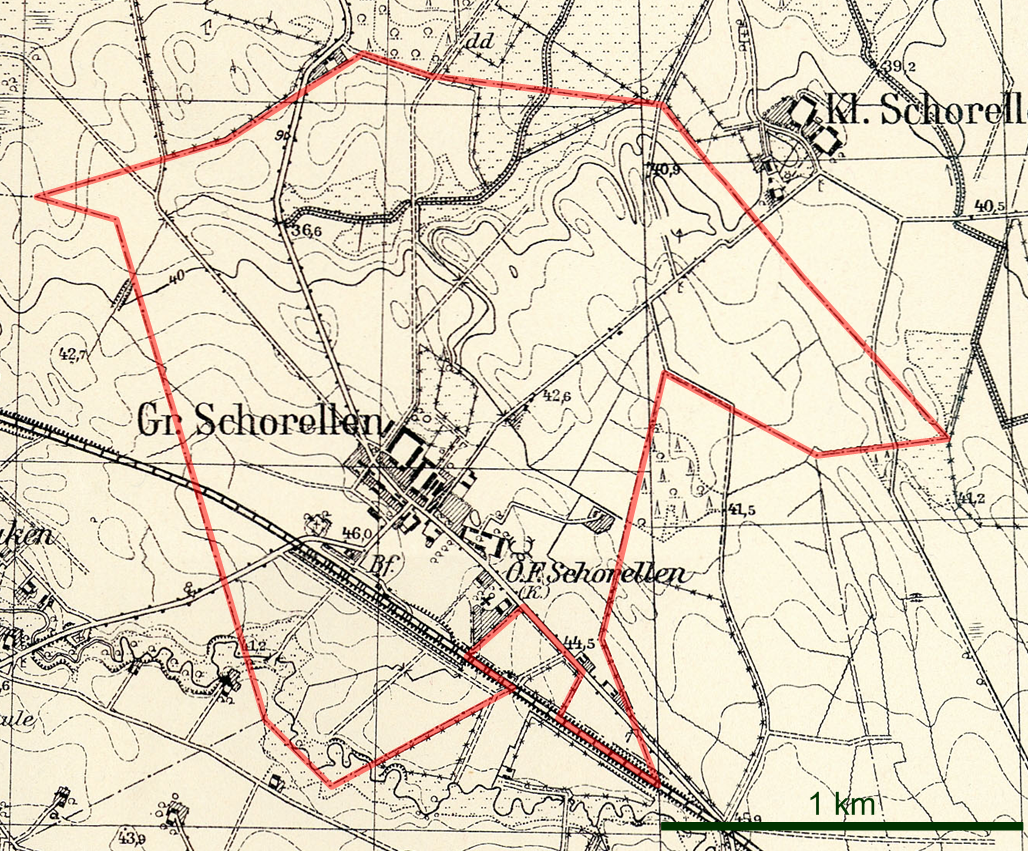
Die Gemeinde Groß Schorellen auf einem Messtischblatt von 1936

Das kleine und seinerzeit Debbruppen genannte Dorf fand im Jahre 1625 seine erste urkundliche Erwähnung. Um 1780 wurde Groß Schorellen als königliches Bauerndorf bezeichnet. Es gab dort damals auch schon ein Forstamt. Im Jahre 1874 wurde die Landgemeinde Groß Schorellen in den neu errichteten Amtsbezirk Schmilgen im Kreis Pillkallen eingegliedert. 1929 wurden aus dem Gutsbezirk des Forstes Schorellen (s. u.) das Forstamt Schorellen und vermutlich auch die Försterei Wörth nach Groß Schorellen eingemeindet. 1937 wurde das einen Kilometer nordöstlich gelegene Klein Schorellen (s. u.) nach Groß Schorellen eingemeindet. 1938 wurde Groß Schorellen in Adlerswalde umbenannt. Am 9. August 1940 änderte man die Namensschreibweise in „Adlerswalde (Ostpr.)“.
In Folge des Zweiten Weltkrieges kam der Ort 1945 mit dem gesamten nördlichen Ostpreußen zur Sowjetunion. Im Jahr 1947 erhielt er die russische Bezeichnung Saratowskoje und wurde gleichzeitig in den Dorfsowjet Nowouralski selski Sowet im Rajon Krasnosnamensk eingeordnet. Später gelangte der Ort in den Dobrowolski selski Sowet. Von 2008 bis 2015 gehörte Saratowskoje zur Landgemeinde Wesnowskoje selskoje posselenije, von 2016 bis 2021 zum Stadtkreis Krasnosnamensk und seither zum Munizipalkreis Krasnosnamensk.

### Einwohnerentwicklung
| Jahr | Einwohner | Bemerkungen                                                                                               |
| ---- | --------- | --- |
| 1867 | 132       | |
| 1871 | 119       | im Forstamt Schorellen zusätzlich 41                                                                      |
| 1885 | 148       | im Forstamt Schorellen zusätzlich 33, in der Försterei Wörth zusätzlich 7                                 |
| 1905 | 198       | davon im Vorwerk Schorellen 12, im Forstamt Schorellen zusätzlich 28, in der Försterei Wörth zusätzlich 9 |
| 1910 | 185       | |
| 1933 | 278       | einschließlich Klein Schorellen                                                                           |
| 1939 | 256       | |
| 1984 | ~ 120     | |
| 2002 | 12        | |
| 2010 | 11        | |
| 2021 | 3         | |

### Klein Schorellen
Klein Schorellen, zunächst auch Schunkern genannt, wurde um 1780 als Schatull-kölmisches Dorf bezeichnet. 1874 kam auch die Landgemeinde Klein Schorellen zum Amtsbezirk Schmilgen. 1928 wurde der Gutsbezirk Kellmischkeiten an die Landgemeinde Klein Schorellen angeschlossen. Dies wurde 1937 wieder rückgängig gemacht und Klein Schorellen nun seinerseits an Groß Schorellen angeschlossen.

#### Einwohnerentwicklung
| Jahr | Einwohner |
| ---- | --------- |
| 1867 | 41        |
| 1871 | 48        |
| 1885 | 52        |
| 1905 | 47        |
| 1910 | 35        |

### Amtsbezirk Schorellen 1874 bis 1945
1874 wurde im Kreis Pillkallen der Amtsbezirk Schorellen eingerichtet, der aus dem Gutsbezirk Schorellen, Forst bestand. Es handelte sich dabei um eine Fläche von etwa 71 km², die den Schorellener Forst und die Moorfläche der großen Plinis umfasste, heute russisch nach dem Ort Mitschurino (Lasdinehlen/Sommerswalde) les Mitschurinski bzw. boloto Mitschurinskoje genannt. Das zuständige Forstamt lag am südöstlichen Ortsrand von Groß Schorellen. 1929 wurden das Forstamt und die Förstereien in die umliegenden Landgemeinden ausgegliedert. 1938 bzw. 1939 wurden mit der Gemeinde Groß Schorellen auch Forst und Moor, Gutsbezirk und Amtsbezirk in Adlerswalde umbenannt.
Die Örtlichkeiten im Schorellener Forst
| Name           | Änderungsname von 1938 | Koordinaten                  | Gemeinde-Zugehörigkeit seit 1929 | Bemerkungen |
| -------------- | ---------------------- | ---------------------------- | -------------------------------- | --- |
| Forstamt       |                        |                              |                                  | |
| Schorellen     | Adlerswalde            | 54° 49′ 45″ N, 22° 26′ 4″ O  | Groß Schorellen                  | Die Gemeinde hieß seit 1938 auch Adlerswalde. |
| Förstereien    |                        |                              |                                  | |
| Bagdohnen      | Rodungen               | 54° 52′ 58″ N, 22° 29′ 24″ O | Bagdohnen                        | Die Försterei hieß zunächst Neubagdohnen. Die Gemeinde hieß seit 1938 auch Rodungen.                                                                   |
| Inster         |                        | 54° 55′ 45″ N, 22° 31′ 31″ O | Bagdohnen(?)                     | Die Försterei wurde erst um 1900 eingerichtet. Die Gemeinde hieß seit 1938 Rodungen.                                                                   |
| Laukehlischken | Adlerwinkel            | 54° 52′ 36″ N, 22° 25′ 27″ O | Caesarsruhe                      | Um 1900 wurde zusätzlich ein Aufseher-Etablissement eingerichtet. Die Gemeinde hieß bis 1928 auch Laukehlischken.                                      |
| Patilszen      | Insterwalde (1931?)    | 54° 52′ 9″ N, 22° 36′ 0″ O   | Patilszen                        | Die Försterei wurde erst um 1880 eingerichtet. Die Gemeinde hieß seit 1931 Insterwalde.                                                                |
| Schilleningken | Riedhaus               | 54° 55′ 4″ N, 22° 29′ 5″ O   | Lasdehnen(?)                     | Die Försterei hieß zunächst Kleinschilleningken, der Name bezog sich auf die Gemeinde Schilleningken. Die Gemeinde Lasdehnen hieß seit 1938 Haselberg. |
| Uszbördszen    | Karpfenwikel           | 54° 55′ 23″ N, 22° 34′ 16″ O | Uszbördszen                      | Die Gemeinde hieß seit 1938 auch Karpfenwinkel. |
| Wörth          |                        | 54° 50′ 42″ N, 22° 25′ 34″ O | Groß Schorellen(?)               | Die Försterei wurde erst um 1880 eingerichtet. Die Gemeinde hieß seit 1938 Adlerswalde.                                                                |

Von etwa 1885 bis 1929 gehörte auch die Forstkolonie Milchbude zum Gutsbezirk Schorellen, Forst – allerdings zum Amtsbezirk Grumbkowkeiten.
Nach 1945 wurden die beiden Förstereien Bagdohnen/Rodungen und Inster 1950 offenbar unter dem russischen Namen Plankino (planka = Leiste, Latte) zusammengefasst und gelangten später (wieder) zu Scheikino. Die ehemalige Försterei Inster ist verlassen. Die ehemalige Försterei Wörth gehört zu Saratowskoje, die heutige Zuordnung der weiteren Förstereien, sofern diese noch vorhanden sind, ist unbekannt.

## Kirche

### Kirchengebäude
In den Jahren 1906/7 wurde in Groß Schorellen eine der 14 ostpreußischen Jubiläumskirchen und -kapellen errichtet. Es handelte sich um ein im gotischen Stil errichtetes Bauwerk aus Feld- und Ziegelsteinen mit seitlich angesetztem Turm. Die Ausstattung war schlicht gehalten. In den Kriegshandlungen 1944/45 wurde der Turm leicht beschädigt, das Kirchenschiff blieb unversehrt. Diese jedoch wurde 1956/57 durch einen Brand bei einstürzendem Dach schwer zerstört. Daraufhin trug man die Mauern ab und benutzte die Steine als Baumaterial für Straßen.

### Kirchengemeinde
Am 1. April 1903 wurde Groß Schorellen evangelisches Kirchdorf, dem ein 17 Ortschaften (abgezweigt von der Pillkaller Kirche) zugeordnet war. Die Pfarrei, die bis 1945 zum Kirchenkreis Pillkallen (Schloßberg) in der Kirchenprovinz Ostpreußen der Kirche der Altpreußischen Union gehörte, zählte 1925 insgesamt 1.800 Gemeindeglieder.
Aufgrund von Flucht und Vertreibung der einheimischen Bevölkerung und der Ansiedlung neuer Einwohner russischer Herkunft brach das kirchliche Leben in Saratowskoje ein. Heute liegt der Ort im Einzugsbereich der neu entstandenen evangelisch-lutherischen Gemeinde in Sabrodino (Lesgewangminnen, 1938 bis 1946 Lesgewangen) innerhalb der Propstei Kaliningrad (Königsberg) der Evangelisch-lutherischen Kirche Europäisches Russland.

## Söhne und Töchter der Stadt
- Paul Uschdraweit (1891–1966), deutscher Landrat
- Manfred Ramminger (1930–1997), deutscher Architekt, Ingenieur, Rennfahrer und sowjetischer Spion